# Elisa Capdevila
Elisa Capdevila  (1994) es una pintora y muralista catalana que ha participado en diversos festivales de arte urbano. Como artista combina la obra mural con la de estudio. 

## Trayectoria

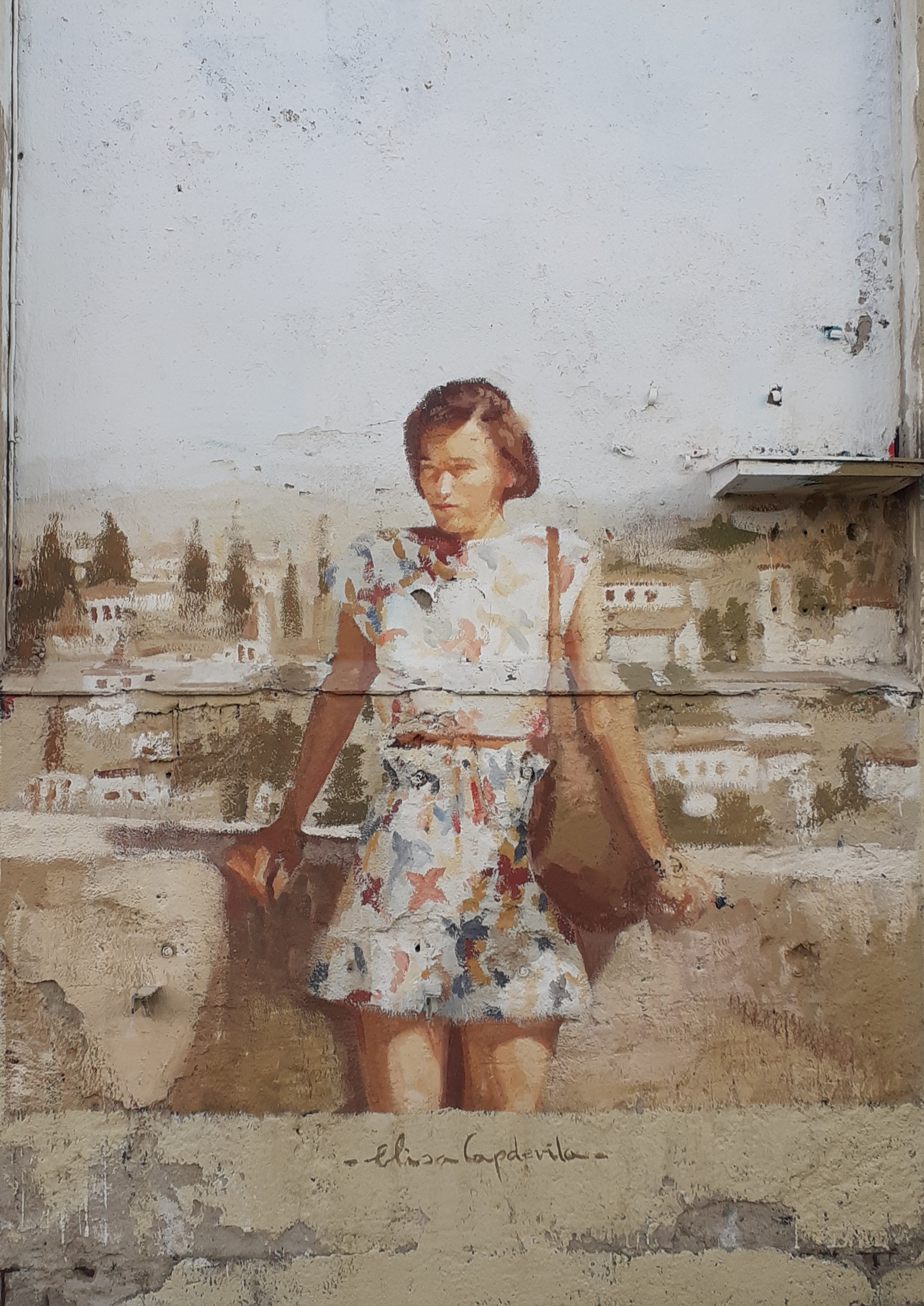
Mural de Capdevila en el exterior de la Nau Bostik

Empezó a formarse en dibujo y pintura clásica en la Academia de Arte de Barcelona a los veinte años, después de abandonar una carrera del ámbito de las ciencias. Realizó su primer mural al año siguiente y descubrió en esta disciplina artística una forma de comunicación potente que quiso seguir explorando y en base a la que ha construido en los últimos años su carrera como muralista.
Como artista urbana, Capdevila ha dejado su impronta en festivales y encargos en todo el mundo. Sus obras exploran las complejidades de las relaciones personales, la intimidad y la vida cotidiana, capturando la esencia de la experiencia humana con un estilo propio. A nivel técnico, trabaja desde una perspectiva figurativa, poniendo especial atención en la armonía cromática, así como en los recursos plásticos propios en cada material empleado.